# ポストコロニアル理論
ポストコロニアリズム（英: postcolonialism）とは、植民地主義や帝国主義の文化的、政治的、経済的遺産を批判的に学術的に研究するもので、植民地化された人々やその土地に対する人間の支配や搾取の影響に焦点を当てる。より具体的には、（通常はヨーロッパの）帝国権力の歴史、文化、文学、言説を批判的に理論的に分析するものである。
ポストコロニアリズムは多種多様なアプローチを包含しており、理論家たちは必ずしも共通の定義に同意していない。単純なレベルでは、人類学的研究を通じて、植民地支配者は信頼できない語り手であるという前提のもと、植民地生活を被植民地の人々の視点からより良く理解しようとするものである。さらに深いレベルでは、植民地主義や新植民地主義を支えている社会的・政治的な力関係、すなわち植民地支配者と被植民者を取り巻く社会的・政治的・文化的な物語を考察する。このアプローチは、現代史の研究と重なることもあり、人類学、歴史学、政治学、哲学、社会学、人文地理学などの事例を参考にすることもある。ポストコロニアル研究の下位分野では、植民地支配がフェミニズム、アナキズム、文学、キリスト教思想の実践に及ぼした影響を検証している。
植民地主義という曖昧な用語は、政府のシステム、またはそのシステムの根底にあるイデオロギーや世界観のいずれかを指すことがあるため、ポストコロニアル研究という用語がポストコロニアリズムよりも好まれる場合もある。しかし、ポストコロニアリズム（ポストコロニアル研究）は、一般に、植民地主義思想に対する思想的な反応を示すものであり、むしろ接頭語のpost-が示唆するように、植民地主義の後に来るシステムを単に記述するものではない。ポストモダニズムがモダニズムへの反動であるのと同様に、ポストコロニアリズムは植民地主義への反動、あるいは植民地主義からの離脱と考えることができ、ポストコロニアリズムという言葉自体もポストモダニズムをモデルとしており、特定の概念や手法を共有している。

## 批判

### 普遍的な価値観を損なう
インド系アメリカ人のマルクス主義学者ヴィヴェック・チバーは、著書『ポストコロニアル理論と資本主義の亡霊』の中で、ポストコロニアル理論のいくつかの基礎的論理を批判している。チバーは、サイードのオリエンタリズムに対するアイジャズ・アフマドの批判や、サブアルターン・スタディーズの学者に対するスミト・サルカルの批判を踏まえ、サブアルターン・スタディーズの学者たちが主張する主要な歴史的主張に焦点を当て、反論している。ポストコロニアル理論は、文化を本質化し、固定的で静的なカテゴリーとして描いている、と彼は主張する。さらに、東洋と西洋の違いを埋められないものとして提示し、人々の「普遍的な願望」や「普遍的な利益」を否定しているのである。また、啓蒙主義の価値観をすべてヨーロッパ中心主義として特徴づけるポストコロニアルの傾向も批判している。彼によれば、この理論は「文化的本質主義を復活させ、オリエンタリズムに対する解毒剤となるのではなく、オリエンタリズムを是認するものとして機能した」ことで記憶されるであろう、としている。

### ナショナル・アイデンティティの固定化
ポストコロニアル研究において、ナショナル・アイデンティティは、脱植民地化後の安定した国家と国の創造と確立に不可欠であると判断されているが、不確定あるいは曖昧なナショナル・アイデンティティは、脱植民地化した人々の社会、文化、経済の進歩を制限する傾向があると指摘されている。モロッコの学者ビン・アブド・アル・アリは、ナジ・アユビの『アラブ国家の誇張』（2001年）の中で、「アイデンティティに対する病的な執着」の存在が、現代の学術分野である中東研究に共通する文化的テーマであると提案している。
しかし、クマラスワミとサディキは、このような中東諸国に共通する社会学的問題、すなわち不確定なナショナル・アイデンティティは、現代の中東の政治を理解するために説明しなければならない重要な側面であると述べている。その際、アユビは、ビン・アブド・アル・アリーが社会学的に述べたナショナル・アイデンティティへの執着は、「支持する社会階層の不在」によって説明できるのか、と問う。
モハメド・サラー・エディーン・マディウは、エッセイ『ポストコロニアリズムの死：創設者の序文』の中で、植民地主義を学術的に研究・批判するポストコロニアリズムは "悲惨な失敗 "と論じている。マディウは、エドワード・サイードがポストコロニアルという学問に所属したことはなく、したがって、多くの人が信じているような「父」ではないと説明しながら、バルトとスピヴァクの死のタイトル（それぞれ、作者の死と学問の死）を引用して、ポストコロニアリズムが今日植民地主義の研究に適していない、したがって死んでいると主張し、「しかし使い続けられることが問題なのだ」と述べている。マディウは、ポストコロニアリズムを死んだ学問とみなす明確な理由として、パレスチナのような深刻な植民地の事例を避けていることを挙げている。

## 関連人物
- フランツ・ファノン
- エドワード・W・サイード
- ガヤトリ・C・スピヴァク
- ホミ・K・バーバ
- ポール・ギルロイ
- アブドゥルラザク・グルナ
- 周蕾（レイ・チョウ）
- スチュアート・ホール
- 姜尚中（カン・サンジュン） - 日本におけるポスト・コロニアル論者。
- 本橋哲也
- 菊地夏野 - ジェンダー論・日本植民地主義批判の視点からのポスト・コロニアル論者。
- 野村浩也

## 関連文献
- ビル・アッシュクロフト; ガレス・グリフィス（英語版）; ヘレン・ティフィン（英語版） 著、木村茂雄 訳『ポストコロニアルの文学』青土社、1998年。（原書 Ashcroft, Bill; Griffiths, Gareth; Tiffin, Helen (1989), The Empire Writes Back: Post-Colonial Literatures, Theory & Practice）
- 姜尚中（カン・サンジュン） 編『ポストコロニアリズム』作品社〈思想読本 知の攻略 4〉、2001年11月。ISBN 4-87893-438-7。
- 小森陽一『ポストコロニアル』岩波書店〈思考のフロンティア〉、2001年4月23日。ISBN 4-00-026435-4。
- エドワード・サイード『オリエンタリズム』今沢紀子訳、板垣雄三・杉田英明監修、平凡社〈テオリア叢書〉、1986年10月。ISBN 4-582-74402-8。（原書 W. Said, Edward (1978), Orientalism, Pantheon Books）
  - エドワード・サイード『オリエンタリズム』 上、今沢紀子訳、板垣雄三・杉田英明監修、平凡社〈平凡社ライブラリー〉、1993年6月。ISBN 4-582-76011-2。
  - エドワード・サイード『オリエンタリズム』 下、今沢紀子訳、板垣雄三・杉田英明監修、平凡社〈平凡社ライブラリー〉、1993年6月。ISBN 4-582-76012-0。
- ガヤトリ・C・スピヴァク『サバルタンは語ることができるか』上村忠男訳、みすず書房〈みすずライブラリー 第2期〉、1998年12月。ISBN 4-622-05031-5。
- ホミ・K・バーバ『文化の場所　ポストコロニアリズムの位相』本橋哲也・正木恒夫・外岡尚美・阪元留美訳、法政大学出版局〈叢書・ウニベルシタス 778〉、2005年2月。ISBN 4-588-00778-5。
- フランツ・ファノン『地に呪われたる者』鈴木道彦・浦野衣子訳、みすず書房〈みすずライブラリー〉、1996年9月。ISBN 4-403-61051-X。